# Deutsche Olympiaqualifikation 1960/Sommerspiele
Dieser Artikel beschreibt die Ergebnisse der Ausscheidungswettkämpfe zur Bildung der gesamtdeutschen Mannschaft bei den Olympischen Sommerspielen 1960 in Rom.

## Basketball
Die Vorausscheidung zwischen den beiden deutschen Basketballmannschaften wurde in Hin- und Rückspiel ausgetragen. Das Hinspiel fand am 22. April in Halle statt und das Rückspiel am 24. April in der (West-)Berliner Columbiahalle. Beide Spiele wurden von der ostdeutschen Auswahl mit 81:57 bzw. 60:58 gewonnen. Damit hatte sie sich für das vorolympische Basketballturnier qualifiziert, das vom 13. bis 20. August in Bologna stattfand. Dort konnte sie sich nicht für das Olympiaturnier qualifizieren.

## Boxen
Die Ausscheidung im Boxen fand vom 1. bis 3. Juli im (West-)Berliner Sportpalast und auf der Freilichtbühne Schwerin statt. Dabei fanden die Finalkämpfe am 3. Juli vormittags in Schwerin und am Abend in (West-)Berlin statt.
| Gewichtsklasse    | Ort         | Sieger          | * | in Rom        |
| ----------------- | ----------- | --------------- | - | ------------- |
| Fliegengewicht    | West-Berlin | Manfred Homberg | w | Viertelfinale |
| Bantamgewicht     | Schwerin    | Horst Rascher   | w | Viertelfinale |
| Federgewicht      | West-Berlin | Werner Kirsch   | o | 2. Runde      |
| Leichtgewicht     | Schwerin    | Harry Lempio    | o | 2. Runde      |
| Halbweltergewicht | West-Berlin | Werner Busse    | o | 1. Runde      |
| Weltergewicht     | Schwerin    | Bruno Guse      | o | 1. Runde      |
| Halbmittelgewicht | West-Berlin | Rolf Caroli     | o | 1. Runde      |
| Mittelgewicht     | Schwerin    | Eberhard Radzik | w | 1. Runde      |
| Halbschwergewicht | West-Berlin | Emil Willer     | w | 1. Runde      |
| Schwergewicht     | Schwerin    | Günter Siegmund | o | Bronze        |

## Fechten
Es gab zwei Ausscheidungsturniere am 25./26. Juni in der Kongresshalle in Bad Dürkheim und am 16. Juli in der DHfK in Leipzig, bei denen in den einzelnen Waffengattungen jeweils als Mannschaft in einer Doppelrunde gegeneinander gefochten werden sollte, wobei für die Einzelkämpfer Ranglisten aufgestellt wurden. Beim Rückkampf in Leipzig wurde aber nur noch eine einfache Runde ausgefochten, nachdem feststand, dass alle Olympiaplätze an westdeutsche Fechter fallen würden. Die Olympiateilnehmer wurden vom westdeutschen Fechterbund dann auf Grundlage der eigenen Meisterschaftsergebnisse ausgewählt.
In Rom gewann Heidi Schmid Gold im Damenflorett, während die Herrenflorettmannschaft Bronze gewann.

## Fußball
Die Vorausscheidung zwischen den beiden deutschen Fußballmannschaften wurde in Hin- und Rückspiel ausgetragen. Diese fanden ohne öffentliche Vorankündigung und unter Ausschluss von Zuschauern am 16. September 1959 im (Ost-)Berliner Walter-Ulbricht-Stadion und am 23. September 1959 im Düsseldorfer Rheinstadion statt. Beide Spiele wurden von der Westauswahl mit 2:0 bzw. 2:1 gewonnen. Damit hatte sie sich für eine der Olympiaqualifikationsgruppen qualifiziert, in der sie sich aber nicht durchsetzen konnte.

## Gewichtheben
Die Ausscheidung im Gewichtheben fand am 5. Juni im Hotel Hamburger Hof in Meißen und am 11. Juni im Festsaal des Haus des Sports in München statt.
| Gewichtsklasse      | Ort     | Sieger          | Leistung [kg] | * | in Rom                          |
| ------------------- | ------- | --------------- | ------------- | - | ------------------------------- |
| Bantamgewicht       | Meißen  | Hans Reck       | 290,0         | o | ohne gültigen Versuch im Stoßen |
| Federgewicht        | Meißen  | Georg Miske     | 315,0         | o | 13. Platz                       |
| Leichtgewicht       | München | Werner Dittrich | 355,0         | o | 7. Platz                        |
| Mittelgewicht       | München | Roland Lortz    | 385,0         | w | 8. Platz                        |
| Leichtschwergewicht | München | Rolf Sennewald  | 382,5         | o | 11. Platz                       |
| Mittelschwergewicht | Meißen  | Wolfgang Müller | 405,0         | o | 12. Platz                       |
| Schwergewicht       | München | Werner Arnold   | 430,0         | o | 12. Platz                       |

## Hockey
Die Ausscheidung zwischen den beiden deutschen Hockeymannschaften wurde in Hin- und Rückspiel ausgetragen. Das Hinspiel fand am 24. April in Köln statt und das Rückspiel am 30. April in Jena. Das Hinspiel gewann die Westauswahl mit 3:0, während die Ostauswahl das Rückspiel mit 4:1 gewann. Da jede Mannschaft ein Spiel gewonnen hatte, wurden zwei weitere Spiele angesetzt, die wiederum am 26. Mai in Köln und am 5. Juni in Jena stattfanden. Das erste Spiel endete 0:0 und das zweite Spiel wurde von der Westauswahl mit 3:0 gewonnen. Da die deutsche Hockeymannschaft bei der Olympiade in Melbourne Bronze gewonnen hatte, war damit die westdeutsche Mannschaft direkt für Olympia qualifiziert. Dort wurde sie Siebte.

## Kanurennsport
Die Ausscheidung wurde in zwei Regatten am 14. Juli auf dem Chiemsee und am 27. Juli auf dem Barleber See bei Magdeburg ausgetragen. Dabei qualifizierten sich die Boote mit der kleinsten Platzziffer für Olympia.

### Männer
| Bootsgattung           | Sieger                        | Pz | * | in Rom   |
| ---------------------- | ----------------------------- | -- | - | -------- |
| Einer-Kajak 1000 m     | Wolfgang Lange                | 3  | o | 7. Platz |
| Zweier-Kajak 1000 m    | Dieter Krause/ Wolfgang Lange | 2  | o | 8. Platz |
| Einer-Kanadier 1000 m  | Detlef Lewe                   | 3  | w | 6. Platz |
| Zweier-Kanadier 1000 m | Willi Mehlberg/ Werner Ulrich | 2  | o | 7. Platz |

#### 4 × 500 m Kajakstaffel
Es wurden zwei Einzelrennen mit dem Kajak über 500 Meter ausgetragen. Die vier Kanuten mit den kleinsten Platzziffern qualifizierten sich für die Staffel.
| * | Name              | Pz | * |
| - | ----------------- | -- | - |
| 1 | Dieter Krause     | ?  | o |
| 2 | Paul Lange        | ?  | w |
| 3 | Günter Perleberg  | ?  | o |
| 4 | Friedhelm Wentzke | ?  | w |

Die Staffel gewann in Rom Gold.

### Frauen
| Bootsgattung       | Siegerin                      | Pz | * | in Rom |
| ------------------ | ----------------------------- | -- | - | ------ |
| Einer-Kajak 500 m  | Therese Zenz                  | 3  | w | Silber |
| Zweier-Kajak 500 m | Ingrid Hartmann/ Therese Zenz | 2  | w | Silber |

## Moderner Fünfkampf
Es wurden vom 23. bis 27. Juni in Warendorf und vom 10. bis 14. Juli in Halle zwei Moderne Fünfkampfwettbewerbe ausgetragen. Die dabei erreichten Punktzahlen wurden addiert. Die drei besten Teilnehmer qualifizierten sich für Olympia, der Vierte wurde Ersatzmann.
| * | Name             | Punkte | * | in Rom     |
| - | ---------------- | ------ | - | ---------- |
| 1 | Wolfgang Gödicke | 9570   | w | 28. Platz  |
| 2 | Ralf Berckhan    | 9047   | w | 55. Platz  |
| 3 | Dieter Krickow   | 8927   | w | 48. Platz  |
| 4 | Reiner Uhlig     | 8842   | o | Ersatzmann |

Die Mannschaft belegte in Rom den 16. Platz.

## Radsport

### Straße
Es fanden zwei Ausscheidungsrennen statt, zunächst am 26. Mai "Rund um die Hainleite" und dann am 29. Mai "Rund um Dortmund" (168 km). In der Gesamtwertung belegten ostdeutsche Fahrer alle vorderen Plätze. Die Olympiateilnehmer im Einzel- und Mannschaftsstraßenrennen wurden vom ostdeutschen Radsportverband dann nach eigenem Ermessen ausgewählt. Die Mannschaft gewann im 100-km-Rennen in Rom Silber.

### Bahn
Es fanden zwei Ausscheidungen am 29. Mai in Forst und am 7. Juni in Frankfurt am Main statt. Dabei qualifizierten sich Dieter Gieseler (w) im 1000-m-Zeitfahren, Günter Kaslowski (w) im 1000-m-Malfahren und das Tandem Karl-Heinz Peter/Lothar Stäber (o). Gieseler gewann in Rom Silber. Kaslowski schied im Achtelfinale aus. Als Tandem starteten in Rom Jürgen Simon/Lothar Stäber, die Silber gewannen.
Jürgen Simon hatte in einer zusätzlich angesetzten Qualifikation am 28. Juli auf der Vignorelli-Bahn in Mailand im 1000-m-Malfahren gegen August Rieke (w) verloren, der damit in dieser Disziplin der zweite deutsche Fahrer bei der Olympiade war und dort im Viertelfinale ausschied.
Auch die Qualifikation in der 4000-m-Mannschaftsverfolgung wurde dort ausgetragen, wobei beide Mannschaften jeweils einzeln gegen die Uhr fuhren. Dabei erzielte die ostdeutsche Mannschaft in der Besetzung Peter Gröning, Manfred Klieme, Siegfried Köhler, Rolf Nitzsche mit 4:35,6 min eine um 2/10 Sekunden schnellere Zeit als die westdeutsche Mannschaft, die mit Wolf-Jürgen Edler, Dieter Gieseler, Hans Mangold und Siegfried Renz angetreten war. In Rom gewann die ostdeutsche Mannschaft, die dort mit Bernd Barleben statt Nitzsche fuhr, Silber.

## Reiten

### Dressur
Ob es dafür eine gesamtdeutsche Ausscheidung gab, muss zunächst offenbleiben. Tatsache ist jedenfalls, dass die beiden Olympiateilnehmer Josef Neckermann und Rosemarie Springer vom westdeutschen Reiterverband ausgewählt wurden. Neckermann gewann in Rom Bronze, während Rosemarie Springer den 7. Platz belegte.

### Militäry
Ob es dafür eine gesamtdeutsche Ausscheidung gab, muss zunächst offenbleiben. Die Einzelreiter waren Gerhard Schulz (o, 14. Platz), Reiner Klimke (w, 18. Platz), Ottokar Pohlmann (w, ausgeschieden) und Klaus Wagner (w, ausgeschieden). Die Mannschaft konnte nicht klassifiziert werden.

### Jagdspringen
Die beiden bewährten westdeutschen Olympiareiter Fritz Thiedemann und Hans Günter Winkler wurden gesetzt. Um den dritten Teilnehmer und den Ersatzreiter zu ermitteln, wurden zwei Springen mit jeweils zwei Umläufen am 21. Juli in Elmshorn und am 28. Juli in Halle durchgeführt. Weil es danach zwischen den beiden deutschen Reiterverbänden Uneinigkeit über das Reglement gab, wurde am 17. oder 18. August ein weiteres Springen mit zwei Umläufen in Bochum ausgetragen. Dort gewann Alwin Schockemöhle (w) auf „Ferdl“ mit 9¼ Fehlerpunkten vor Manfred Nietzmann (o) auf „Seegeist“ mit 11 Fehlerpunkten.
In Rom gewann die deutsche Equipe Gold. Die Einzelreiter Winkler, Thiedemann und Schockemöhle belegten die Plätze 5, 6 und 26.

## Ringen

### Griechisch-römisch
Die Ausscheidung wurde am 18./19. Juni in Saarbrücken und am 25./26. Juni im Kulturhaus „7. Oktober“ in Suhl ausgetragen.
| Gewichtsklasse    | Ort         | Sieger               | * | in Rom                                                                                    |
| ----------------- | ----------- | -------------------- | - | ----------------------------------------------------------------------------------------- |
| Fliegengewicht    | Saarbrücken | Paul Neff            | w | In Rom trat statt Neff der Westdeutsche Fritz Stange an. Er schied nach der 2. Runde aus. |
| Bantamgewicht     | Suhl        | Ewald Tauer          | w | 3. Runde                                                                                  |
| Federgewicht      | Saarbrücken | Gottlieb Neumair     | w | 3. Runde                                                                                  |
| Leichtgewicht     | Suhl        | Edmund Seger         | w | 2. Runde                                                                                  |
| Weltergewicht     | Saarbrücken | Günther Maritschnigg | w | Silber                                                                                    |
| Mittelgewicht     | Suhl        | Lothar Metz          | o | Silber                                                                                    |
| Halbschwergewicht | Saarbrücken | Herbert Albrecht     | o | 4. Runde                                                                                  |
| Schwergewicht     | Suhl        | Wilfried Dietrich    | w | Silber                                                                                    |

### Freistil
Die Ausscheidung wurde am 28./29. Mai in München und am 4./5. Juni in Leuna ausgetragen.
| Gewichtsklasse    | Ort     | Sieger            | * | in Rom                                                                                          |
| ----------------- | ------- | ----------------- | - | ----------------------------------------------------------------------------------------------- |
| Fliegengewicht    | Leuna   | Paul Neff         | w | 4. Platz                                                                                        |
| Bantamgewicht     | München | Fred Kämmerer     | o | 4. Runde                                                                                        |
| Federgewicht      | Leuna   | A. Kraus          | o | In Rom trat statt Kraus der Ostdeutsche Christian Luschnig an. Er schied nach der 2. Runde aus. |
| Leichtgewicht     | München | Horst Bergmann    | w | 2. Runde                                                                                        |
| Weltergewicht     | Leuna   | Martin Heinze     | o | 4. Runde                                                                                        |
| Mittelgewicht     | München | Georg Utz         | w | 4. Runde                                                                                        |
| Halbschwergewicht | Leuna   | Dieter Rauchbach  | o | 2. Runde                                                                                        |
| Schwergewicht     | München | Wilfried Dietrich | w | Gold                                                                                            |

## Rudern
Die Ausscheidung im Rudern wurde am 7. August auf der Regattabahn Duisburg ausgetragen.
| Bootsgattung | Sieger                                               | * | in Rom |
| ------------ | ---------------------------------------------------- | - | --- |
| Einer        | Achim Hill                                           | o | Silber |
| Doppelzweier | Heinz Becher/ Just Jahn                              | w | In Rom sprang für den verletzten und erkrankten Jahn Günter Schroers ein. Das Boot schied im Hoffnungslauf aus. |
| Zweier ohne  | Jochen Neuling/ Heinz Weigel                         | o | 4. Platz |
| Zweier mit   | Bernhard Knubel/ Heinz Renneberg/ Klaus Zerta (Stm.) | w | Gold |
| Vierer ohne  | RG Hansa Bremen/ Neußer RV                           | w | Hoffnungslauf                                                                                                   |
| Vierer mit   | Germania Düsseldorf                                  | w | Gold |
| Achter       | RG Ditmarsia Kiel/ Ratzeburger RC                    | w | Gold |

## Schießen

### Freies Gewehr
Es gab zwei Ausscheidungswettkämpfe, die am 19. Juni in Wiesbaden und am 10. Juli in Leipzig ausgetragen wurden. Die dabei erzielten Ringzahlen wurden addiert. Die beiden besten Schützen qualifizierten sich für Olympia, unter dem Vorbehalt, dass in den sechs Schießdisziplinen insgesamt nur zehn Sportler aus einem Land teilnehmen durften.
| * | Name              | Ringe | * | in Rom |
| - | ----------------- | ----- | - | --- |
| 1 | Hans-Joachim Mars | 2231  | o | 12. Platz |
| 2 | Karl Wenk         | 2220  | w | Da nur 10 deutsche Sportschützen in Rom teilnehmen durften, wurde für Wenk der im Kleinkaliber liegend sowieso qualifizierte westdeutsche Peter Kohnke nominiert. Dieser nahm aber nicht teil. |

### Kleinkaliber liegend
Es gab mindestens einen Ausscheidungswettkampf am 28. oder 29. Mai in Stuttgart-Feuerbach, den der westdeutsche Peter Kohnke mit 590 Ringen gewann. Neben Kohnke wurde noch der westdeutsche Bernd Klingner nominiert. In Rom gewann Kohnke Gold, während Klingner Platz 19 belegte.

### Kleinkaliber Dreistellungskampf
Es gab zwei Ausscheidungswettkämpfe, die am 28. oder 29. Mai in Stuttgart-Feuerbach und am 8. Juli in Leipzig ausgetragen wurden. In Stuttgart gewann der westdeutsche Bernd Klingner mit 1152 Ringen, der daraufhin sofort nominiert wurde. Den zweiten Startplatz erhielt der westdeutsche Klaus Zähringer, der nach 1138 Ringen in Stuttgart beim Wettkampf in Leipzig 1133 Ringe erzielte. Klingner belegte in Rom den 18. Platz, während Zähringer Bronze gewann.

### Freie Pistole
Es gab zwei Ausscheidungswettkämpfe, die am 28. oder 29. Mai in Stuttgart-Feuerbach und am 8. Juli in Leipzig ausgetragen wurden. In Stuttgart gewann der ostdeutsche Wolfgang Losack mit 549 Ringen, der daraufhin sofort nominiert wurde. Den zweiten Startplatz erhielt der ostdeutsche Horst Kadner, der nach 546 Ringen in Stuttgart den Wettkampf in Leipzig mit 549 Ringen gewann. In Rom belegten Losack und Kadner die Plätze 14 und 8.

### Schnellfeuerpistole
Es gab zwei Ausscheidungswettkämpfe, die am 28. oder 29. Mai in Stuttgart-Feuerbach und am 9. Juli in Leipzig ausgetragen wurden. Die dabei erzielten Ringzahlen wurden addiert. Die beiden besten Schützen qualifizierten sich für Olympia.
| * | Name                | Ringe | * | in Rom    |
| - | ------------------- | ----- | - | --------- |
| 1 | Heinrich Gollwitzer | 1154  | w | 20. Platz |
| 2 | Heinz Franke        | 1150  | o | 14. Platz |

### Wurftaubenschießen
Es gab zwei Ausscheidungswettkämpfe, die am 29./30. April in Hannover und am 29./30. Juni in Magdeburg ausgetragen wurden. Die dabei erzielten Trefferzahlen wurden addiert. Die beiden besten Schützen qualifizierten sich für Olympia.
| * | Name              | Treffer | * | in Rom    |
| - | ----------------- | ------- | - | --------- |
| 1 | Gerhard Assmus    | 366     | o | 17. Platz |
| 2 | Karl-Heinz Kramer | 364     | o | 23. Platz |

## Segeln
Im Segeln setzten sich in allen Bootsklassen westdeutsche Sportler durch.

### Finn-Dinghi
Die Ausscheidungsregatta fand vom 21. bis 25. April auf dem (Ost-)Berliner Müggelsee statt. Es gewann Hans Kämmerer, der in Rom den 20. Platz belegte.

### Star
Die Ausscheidungsregatta fand vom 4. bis 7. Mai auf dem (Ost-)Berliner Müggelsee statt. Es gewann Bruno Splieth mit seinem Vorschoter Eckart Wagner. In Rom sprang für den erkrankten Wagner der Ersatzsegler Karsten Meyer ein. Das Boot belegte dort den 7. Platz.

### Flying Dutchman
Die Ausscheidungsregatta fand etwa vom 2. bis 6. Juni im Rahmen der Plöner Pfingstwettfahrten auf dem Großen Plöner See statt. Es gewann Achim Kadelbach mit seinem Vorschoter Götz Trenel. Für Olympia wurde vom westdeutschen Seglerverband aber die Besatzung Rolf Mulka und Ingo von Bredow nominiert, die dort Bronze gewann. Kadelbach wurde als Ersatzsegler nominiert und musste auch tatsächlich in einer Wettfahrt für den erkrankten von Bredow einspringen. Eine Medaille bekam er aber nicht.

### 5,5-m-Klasse
Die Ausscheidungsregatta fand vom 13. bis 17. Juni auf der Kieler Außenförde vor Kiel-Schilksee statt. Es gewann Herbert Scholl mit seinen Vorschotern Hans Baars-Lindner und Karl-August Stolze. In Rom belegte das Boot den 9. Platz.

### Drachen
Die Ausscheidungsregatta fand vom 13. bis 17. Juni auf der Kieler Außenförde vor Kiel-Schilksee statt. Es gewann Hans Ravenborg mit seinen Vorschotern Günther Benecke und Peter Rebien. In Rom belegte das Boot den 8. Platz.

## Turnen

### Männer
Es wurden am 18./19. Juni in Leipzig und am 16./17. Juli in München jeweils ein Zwölfkampf geturnt. Die dabei erzielten Punkte wurden addiert. Die besten sechs Turner qualifizierten sich für Rom. Der Siebtplatzierte wurde Ersatzturner.
| * | Name                | Punkte | * | in Rom       |
| - | ------------------- | ------ | - | ------------ |
| 1 | Philipp Fürst       | 226,40 | w | 76. Platz    |
| 2 | Karlheinz Friedrich | 223,85 | o | 67. Platz    |
| 3 | Erwin Koppe         | 223,80 | o | 50. Platz    |
| 4 | Günter Lyhs         | 223,80 | w | 26. Platz    |
| 5 | Siegfried Fülle     | 223,50 | o | 28. Platz    |
| 6 | Günter Nachtigall   | 223,35 | o | 56. Platz    |
| 7 | Günter Jacoby       | 222,90 | w | Ersatzturner |

Die Riege erreichte in Rom den 7. Platz. Finalteilnahmen an den einzelnen Geräten gab es nicht.

### Frauen
Da der westdeutsche Turnverband den Standpunkt vertrat, dass die vom Weltverband angesetzten Pflichtübungen für seine Turnerinnen unpassend seien, überließ dieser die Nominierung der Olympiateilnehmerinnen dem ostdeutschen Turnverband. Dieser nominierte die folgenden sechs Turnerinnen: Karin Boldemann, Ingrid Föst, Gretel Schiener, Renate Schneider, Roselore Sonntag und Ute Starke. Ersatzturnerin war Ingrid Großmann. Die Riege erreichte in Rom den 6. Platz. Beste Einzelturnerin war Ingrid Föst als Neunte. Finalteilnahmen an den einzelnen Geräten gab es nicht.